# Osvaldo Lucas
Osvaldo Lucas Vázquez (nació el 28 de mayo de 1977 en Tampico, Tamaulipas) es un exfutbolista mexicano.

## Clubes
| Club                   | País                | Año           | Partidos | Goles |
| ---------------------- | ------------------- | ------------- | -------- | ----- |
| Irapuato               | México              | 2003-2004     | 36       | 1     |
| Atlante                | México              | 2004-2006     | 50       | 4     |
| Club Necaxa            | México              | 2006-2007     | 33       | 1     |
| Jaguares de Chiapas    | México              | Clausura 2007 | 8        | 1     |
| FK Standard Sumgayit   | Azerbaiyán          | 2007-2008     | 12       | 0     |
| Tampico Madero         | México              | 2008-2009     | 30       | 1     |
| Correcaminos de la UAT | México              | 2009-2011     | 29       | 0     |
| Total en su carrera    | Total en su carrera | 2003-2011     | 198      | 8     |

### Estadísticas
Actualizado al último partido jugado.
La siguiente tabla detalla los encuentros disputados y los goles marcados en los clubes en los que ha militado.

| C.D. Irapuato · México                                                                            | 2.ª                   | 2002-03             | 38      | 2  | - | - | - | -  | 38  | 2  |   |
| C.D. Irapuato · México                                                                            | 1.ª                   | 2003/04             | 36      | 1  | - | - | - | -  | 36  | 1  |   |
| C.D. Irapuato · México                                                                            | Total                 | 74                  | 3       | -  | - | - | - | 74 | 3   |    |   |
| C.D. Irapuato · México                                                                            | Atlante F.C. · México | 1.ª                 | 2004/05 | 30 | 3 | 3 | 1 | -  | -   | 33 | 4 |
| 2005/06                                                                                           | Atlante F.C. · México | 1.ª                 | 17      | 0  | - | - | - | -  | 17  | 0  |   |
| Total                                                                                             | Atlante F.C. · México | 1.ª                 | 47      | 3  | 3 | 1 | - | -  | 50  | 4  |   |
| C. Necaxa · México                                                                                | 1.ª                   | 2006/07             | 25      | 0  | 3 | 1 | 5 | 0  | 33  | 1  |   |
| C. Necaxa · México                                                                                | 1.ª                   | Total               | 25      | 0  | 3 | 1 | 5 | 0  | 33  | 1  |   |
| Jaguares de Chiapas · México                                                                      | 1.ª                   | 2007                | 8       | 1  | - | - | - | -  | 8   | 1  |   |
| Jaguares de Chiapas · México                                                                      | 1.ª                   | Total               | 8       | 1  | - | - | - | -  | 8   | 1  |   |
| Standard Baku Azerbaiyán                                                                          | 1.ª                   | 2007/08             | 12      | 0  | - | - | - | -  | 12  | 0  |   |
| Standard Baku Azerbaiyán                                                                          | 1.ª                   | Total               | 12      | 0  | - | - | - | -  | 12  | 0  |   |
| Tampico Madero F.C. · México                                                                      | 2.ª                   | 2008/09             | 30      | 1  | - | - | - | -  | 30  | 1  |   |
| Tampico Madero F.C. · México                                                                      | 2.ª                   | Total               | 30      | 1  | - | - | - | -  | 30  | 1  |   |
| Correcaminos U.A.T. · México                                                                      | 2.ª                   | 2009/10             | 23      | 0  | - | - | - | -  | 23  | 0  |   |
| Correcaminos U.A.T. · México                                                                      | 2.ª                   | 2010/11             | 6       | 0  | - | - | - | -  | 6   | 0  |   |
| Correcaminos U.A.T. · México                                                                      | 2.ª                   | Total               | 29      | 0  | - | - | - | -  | 29  | 0  |   |
| Total en su carrera                                                                               | Total en su carrera   | Total en su carrera | 215     | 8  | 6 | 2 | 5 | 0  | 226 | 10 |   |
| (1)Incluye datos de la InterLiga (2005 y 2007). (2)Incluye datos de la Copa Libertadores (2007) . |                       |                     |         |    |   |   |   |    |     |    |   |

## Palmarés

### Campeonato nacional
| Título         | Club   | Sede           |
| -------------- | ------ | -------------- |
| InterLiga 2007 | Necaxa | Estados Unidos |